# Artigo 1
O Artigo 1 - Movimento Democrático e Progressista (em italiano: Articolo 1 - Movimento Democratico e Progressista, MDP), normalmente conhecido por Democratas e Progressistas, é um partido político de Itália. O MDP foi fundado em 2017 por membros da ala de esquerda do Partido Democrático que não concordavam com a linha centrista e liberal de Matteo Renzi. O partido é liderado por Roberto Speranza e tem entre os seus membros Massimo D'Alema, Pier Luigi Bersani e Enrico Rossi.
A maioria dos membros do MDP são antigos membros do Partido Comunista Italiano e dos seus sucessores. O MDP segue uma linha social-democrata e progressista e a referência ao Artigo 1 é ao Artigo 1.º da Constituição Italiana que define Itália como "uma república democrática baseada no trabalho" e afirma a soberania popular. 
O partido faz parte da coligação Livres e Iguais, uma coligação de esquerda para as Eleições legislativas na Itália em 2018.

## Resultados eleitorais

### Eleições legislativas

#### Câmara dos Deputados
| Data | CI. | Votos | % | Deputados | Status |
| ---- | --- | ----- | - | --------- | ------ |
| 2018 |     |       |   |           |        |

#### Senado
| Data | CI. | Votos | % | Senadores | Status |
| ---- | --- | ----- | - | --------- | ------ |
| 2018 |     |       |   |           |        |